# Ross of Mull
Le Ross of Mull est la plus grande péninsule de l'île de Mull en Écosse. S'avançant dans l'océan Atlantique sur 28 kilomètres en direction de l'ouest, elle forme la partie méridionale de Mull. Dans sa partie orientale, le Ross of Mull est délimité au nord par le loch Scridain et au sud par le Firth of Lorn. Dans son prolongement se trouve l'île d'Iona accompagnée de plusieurs petits îlots.